# Manon Le Bihan
Pour les articles homonymes, voir Le Bihan.

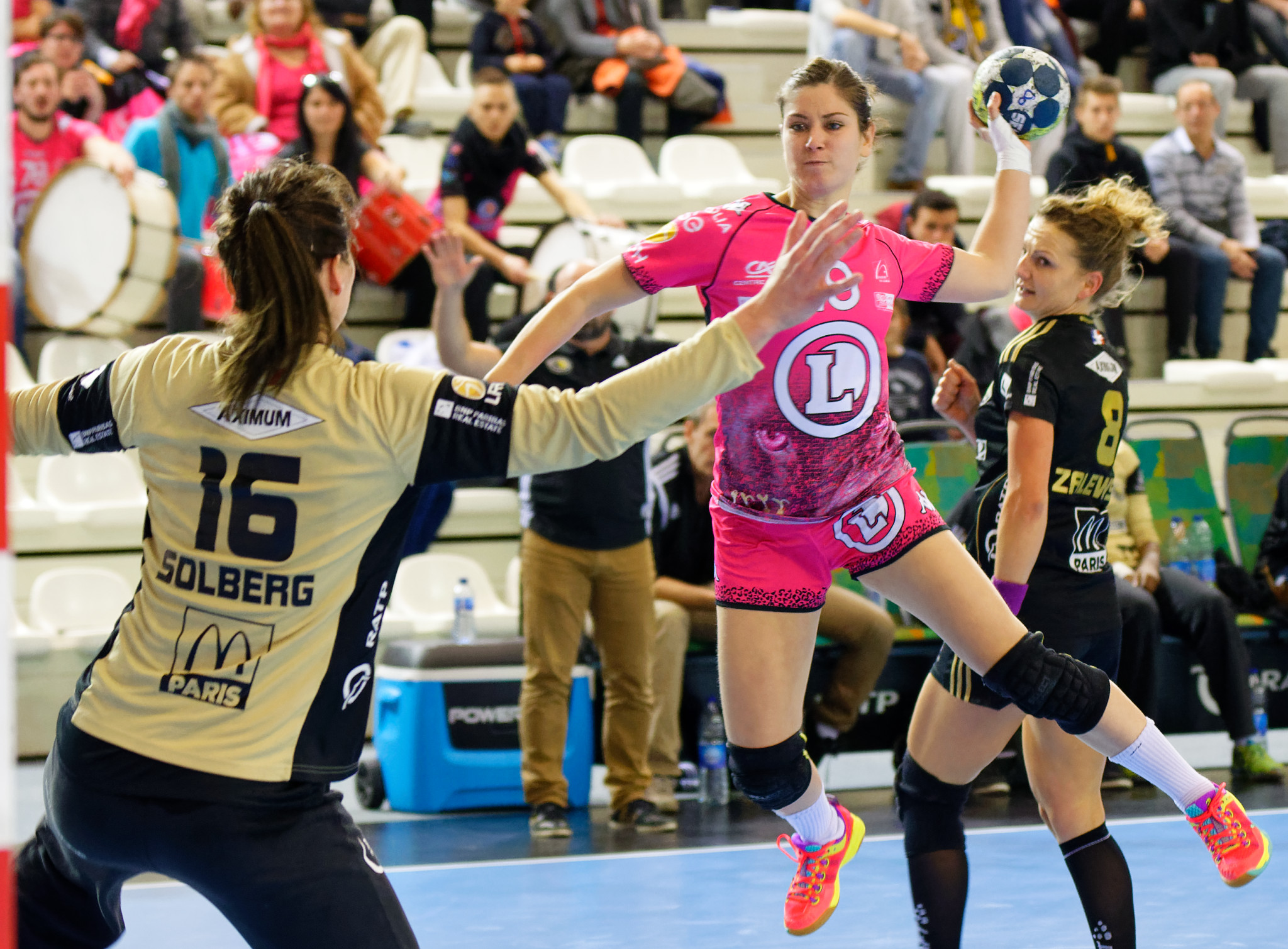
Rencontre entre Issy Paris Hand et Fleury.A Issy Les Moulineaux, le 7 novembre 2016.

Manon Le Bihan est une joueuse de handball française née le 19 mai 1991 à La Ciotat, a évolué au poste d'ailière droite.

## Biographie
Formé à Toulon Saint-Cyr Var Handball, elle est championne de France pour sa première saison parmi l'élite. Un an plus tard, à l'été 2011, elle s'engage avec Arvor 29 avec qui elle remporte un nouveau titre de championne en 2012. À la suite de la liquidation du club, elle quitte Arvor 29 pour l'OGC Nice Côte d'Azur Handball. Pour la saison 2016-2017 et 2017/2018, après quatre saisons à Nice, elle s'engage avec Fleury Loiret Handball, où elle remplace Marta López Herrero. En 2018, elle rejoint le Saint-Amand Handball pour 2 ans. Elle prend sa retraite sportive à la fin de la saison 2019/2020, mais continue en tant que commerciale au club amandinois.

## Palmarès
Compétitions nationales
- Championnat de France (2)
  - (avec Toulon Saint-Cyr Var Handball) et 2012 (avec Arvor 29)
  - 3e du championnat de France en 2011 (avec Toulon Saint-Cyr Var Handball)

- Coupe de France (1)
  - Vainqueure en 2011 (avec Toulon Saint-Cyr Var Handball)

- Coupe de la Ligue (1)
  - Vainqueure en 2012 (avec Arvor 29)
  - Finaliste en 2016 (avec l'OGC Nice)
  - Demi-finaliste en 2010, 2011 (avec Toulon Saint-Cyr Var Handball)

Compétitions continentales
- Coupe d'Europe des vainqueurs de coupe
  - Quart de finaliste en 2011 (avec Toulon Saint-Cyr Var Handball)